# Карпова, Мария Петровна
Мария Петровна Карпова (1914 — 22 октября 1974) — бригадир тракторной бригады, Герой Социалистического Труда (1966).

## Биография
Родилась в селе Белое (ныне посёлок Любытино Новгородской области) в 1914 году.
После революции мать вместе с маленькой Машей вернулась из Петербурга, где работала прислугой у купца.
Одной из первых в деревне изъявила желание вступить в колхоз, но встретила активное сопротивление матери. Уйдя из дома, работала официанткой на шахте имени Артёма, где добывали глину для Боровичского комбината огнеупоров, затем заведовала буфетом, в 1931 году в семнадцать лет добилась права работать каталем на шахте. В 1936 году вступила в комсомол, потом стала членом райкома комсомола.
В 1936 году в СССР началось движение за овладение женщинами техникой. Мария Петровна поступила на курсы механизаторов в Череповецкой школе. Закончив их, возглавляла женские тракторные бригады в Любытинской и Агафоновской МТС. В 1940 году вступила в ВКП(б). В годы Великой Отечественной войны продолжала работать на газогенераторных установках. Мария Петровна вспоминала:

Уже в июне забрали для нужд армии гусеничные трактора. Почти все механизаторы ушли на фронт. Горючего нет. Дали газогенераторные установки — только и гляди, чтобы волосы не спалить…
Вернулись к машинам женщины. Зерновые тогда во всех деревнях Артемовского сельсовета уродились на славу. Мы работали день и ночь, чтобы шли обозы с хлебом для фронта, для победы
В 1966 году за самоотверженный труд бригадиру тракторной бригады колхоза имени Артёма Любытинского района М. П. Карповой было присвоено звание Героя Социалистического Труда.
М. П. Карпова избиралась председателем сельского совета, депутатом районного Совета депутатов трудящихся, была членом Новгородского обкома КПСС и делегатом XXIII съезда КПСС.
Проживала в деревне Артём Любытинского района.
Скончалась 22 октября 1974 года.

## Награды
- Медаль «Серп и Молот» (1966)
- Орден Ленина

## Память
- Решением Новгородского областного Совета депутатов трудящихся от 15 марта 1976 года на доме в д. Артем, где проживала М. П. Карпова, была установлена мемориальная доска;
- Новгородский облисполком учредил переходящий приз имени М. П. Карповой «Лучшая женщина-механизатор области».